# Lagtinget
 "Lagting" omdirigeres hertil. For andre betydninger af Lagting, se Lagting (flertydig).
Lagtinget (færøsk Løgtingið eller Føroya løgting) er parlamentet på Færøerne. Lagtinget, oprindeligt kaldet for Altinget, blev dannet i år 900, og hører med sin over tusindårige historie til de ældste parlamenter i verden. Det nuværende Lagtingshus (løgtingshús), som er et træhus fra 1856, ligger centralt i Thorshavns bymidte ved siden af Lagtingets moderne kontorbygning.
Siden hjemmestyreloven af 31. marts 1948 trådte i kraft, har færingerne valgt deres eget lagting og landsstyre. Lagtinget har 33 medlemmer, valgt direkte i en valgkreds. Valgretsalderen er 18 år. Rigsombudsmanden repræsenterer Danmark på Færøerne og deltager i Lagtingets møder uden stemmeret.

## Opgaver
Lagtinget arbejder efter de formelle regler, som er nedfældet i Hjemmestyreloven og Lagtingets forretningsorden. Sager forelægges Lagtinget på fem forskellige måder:
1. Forslag til lagtingslov
2. Forslag til rigslovgivning
3. Forslag til beslutningsforslag
4. Redegørelser, skriftlige, mundtlige eller uforberedte spørgsmål
5. Mistillid til lagmanden eller et regeringsmedlem

Andre behandlingsformer findes ikke. Kun lagmanden, et regeringsmedlem eller et lagtingsmedlem kan stille forslag i Lagtinget. Selv om en borger eller forening henvender sig skriftligt til Lagtinget om alle mulige emner, så tages en sådan henvendelse kun op til behandling, hvis et lagtingsmedlem tager sagen op på en af de overnævnte måder.
Protokollerne fra lagtingsmøderne og nogen andre arkiver fra 1852 til dags dato bliver opbevaret ved Færøernes nationalarkiv (Føroya Landsskjalasavn). Også protokollerne fra 1615 til 1816 bliver opbevarede i nationalarkivet. Dette er samlet den vigtigste kilde til Færøernes parlamentariske historie, og Lagtinget er et parlament med en særdeles veldokumenteret historie med arkiver, som dækker perioden fra 1298 til i dag. Protokollerne er sammenhængende i både tid og indhold.

## Arbejdsordning
Forslag til lagtingslove behandles på fire forskellige lagtingsmøder. Ud over dette, behandles også forslag i lagtingsudvalgene og af lagmanden. Et forslag til lagtingslov er fremsat, når lagtingsformanden i møde i har meddelt dette fra Lagtingets talerstol. Et eksemplar af forslaget tilstiles hvert enkelt lagtingsmedlem senest samme dag. På fremsættelsesmødet debatteres forslaget ikke, og det kan heller ikke sendes til behandling i et udvalg.

## Formandskab og udvalg

### Formandskab
Lagtinget ledes af et formandskab bestående af en formand og tre næstformænd.

### Politiske udvalg
Lagtinget har flere udvalg, der bemandes af tre til syv lagtingsmedlemmer. Kontroludvalget har tre medlemmer, mens de øvrige har syv medlemmer. Der er i indeværende valgperiode (2015-19) nedsat syv politiske udvalg.
- Finansudvalget
- Velfærdsudvalget
- Kontroludvalget
- Kulturudvalget
- Retsudvalget
- Erhvervsudvalget
- Udlandsudvalget

### Øvrige udvalg og nævn
- Lagtingets revisorer ("statsrevisionen") (4 mdl.)
- Lokalnævnet (tilsyn med politiet og behandling af klager) (4 mdl.)
- Tilsynet med varetægtsfanger (2 mdl.)

### Delegationer
- Færøernes delegation til Nordisk Råd (2 delegerede)
- Færøernes delegation til Vestnordisk Råd (2 delegerede)

## Forslagsbehandling
Første behandling må tidligst finde sted anden hverdag efter fremsættelsen. Ved første behandling drøftes forslaget i sin helhed. Der kan fremsættes ændringsforslag til høring og debat.
Efter første behandling sendes forslaget almindeligvis til behandling i et relevant udvalg. Det er lagtingsformanden, som afgør, om et forslag skal sendes til udvalgsbehandling samt i hvilken udvalg, det skal behandles. Udvalget udarbejder et forslag til Lagtinget, og både flertallet og mindretallet i komiteen kan fremlægge ændringsforslag. Almindeligvis udvalgsbehandles forslaget kun mellem første og anden behandling, men Lagtinget kan imidlertid også under anden behandling sende forslaget til ny drøftelse i udvalget. I udvalgsarbejdet bliver forslaget gennemgået nøje, og for at belyse forslaget yderligere bliver supplerende oplysninger efter behov fremskaffet fra offentlige institutioner og private. I mange tilfælde bliver regeringsmedlemmer og andre også indkaldte til samråd i udvalget.
Anden behandling må tidligst finde sted tredje hverdag efter, at første behandling er afsluttet, men først to dage efter at et eventuelt udvalgsforslag er fremlagt. Alle lagtingsmedlemmer kan fremsætte skriftlige ændringsforslag før anden behandling starter i lagtingssalen. Den samlede komite, og flertallet og mindretallet i komiteen, kan efter at anden behandling er påbegyndt, men før den afsluttes, fremsætte ændringsforslag. Anden behandling afsluttes med afstemning. Forkastes forslaget er behandlingen af forslaget afsluttet.
Tredje behandling kan finde sted tredje hverdag efter, at anden behandling er afsluttet, eller efter, at et eventuelt udvalgsforslag er fremlagt. Fire lagtingsmedlemmer kan i fællesskab fremsætte ændringsforslag, og såfremt forslaget er sendt til udvalgsbehandling efter anden eller tredje behandling, så kan et flertal eller mindretal i udvalget fremsætte skriftlige ændringsforslag. Ændringsforslag kan fremsættes før behandlingen starter. Under behandlingen behandles først indkomne ændringsforslag, og der stemmes først om disse. Når dette er afsluttet, finder den endelige behandling sted ved, at Lagtinget enten vedtager eller forkaster forslaget.

## Partierne i Lagtinget
Partistillingen efter valget 8. december 2022
- Javnaðarflokkurin: 9 – Socialdemokratisk og unionistisk
- Sambandsflokkurin: 7 – Liberalt og unionistisk
- Fólkaflokkurin: 6 – Konservativt og separatistisk
- Tjóðveldi: 6 – Socialistisk og separatistisk
- Framsókn: 3 – Liberalt og separatistisk
- Miðflokkurin: 2 – Kristendemokratisk og værdikonservativt midterparti
- Sjálvstýri: 0 – Socialliberalt og separatistisk midterparti

## Lagtingets historie

### Vikingetiden
900 Altinget dannes og er med sit nuværende navn Lagtinget verdens ældste lovgivende forsamling. Altinget samledes om sommeren på halvøen Tinganes øst for øen Nólsoy ved Thorshavn. Stedets centrale beliggenhed og øen Nolsoy, der beskytter mod de værste storme fra øst, var afgørende for tingets placering. De tilrejsende kom enten i båd, gående eller på hesteryg og boede i telte.
Altingets forhandlinger lededes af en lovsigemand, en lagmand, som kunne lovene udenad. På Altingets møder tog man sig af landets anliggender, vedtog love og mæglede ved stridigheder og forenede derved den udøvende, den lovgivende og den dømmende magt. Alle frie mænd var lige for loven.

### Norsk herredømme
1274 trådte den Yngre Gulatingslov i kraft. Lagmanden, der hidtil havde været folkevalgt, var fra nu af kongelig valgt embedsmand. Altinget omdannedes til et Lagting, der kun havde ret til at dømme.
I hvert syssel udpeger sysselmanden et antal nævnsmænd, som af egne rækker vælger lagretsmændene. Hvert syssel holder lokalting, vårting om foråret, mens sager af almen interesse behandles af Lagtinget, der samles 29. juli i Tórshavn på Ólavsøkan.
1450 udnævntes bonden Roald fra Dalur til lagmand. Der forekom ofte stridigheder om markskel. De skulle egentlig afgøres af Lagtinget, men blev ofte afgjort ved tvekampe.
1531 dør Færøernes og Shetlandsøernes lagmand – Tormod Sigurdsen. Han var den sidste lagmand, der var fælles for begge øgrupper.

### Reformation og monopolhandel
1535 vedtog Lagtinget at indføre Reformationen, der dog først trådte i kraft i 1538. Hidtil havde Lagtinget holdt sine møder udendørs. For første gang nævnes der nu en rådstue i Tórshavn.
1591 bliver sorenskriverembedet permanent. Gabriel Mittens bliver Lagtingets første. En sorenskrivers opgave er at have speciel indsigt i lovene.
1602 klagede Lagtinget til Christian 4. over engelske fiskere, der generede færingernes gode fiskepladser. Kongen bestemte, at al handel og fiskerirettigheder kun kunne opnås med hans godkendelse.
Den ældste bevarede tingbog skrevet på dansk påbegyndes i året 1615.
Lagtinget indfører traditionen med at holde det årlige møde den 29. juli – Ólavsøkudag og 8 dage frem. Mødet indledes med gudstjeneste og møder til midt på eftermiddagen. Om aftenen festes der.
1620 opdagede kongens foged, at de fleste af Lagtingets medlemmer, inklusive præster og almuen, var involveret i smuglerhandel. Straffene derfor blev skærpede.
1637 vedtog Lagtinget at indføre den islandske lov "Storedom", der skal gælde for lovbrud af seksuel karakter. Der indførtes dødsstraf. Andre forseelser mod loven kunne medføre tvangsarbejde på "Bremerholm" i København.
1654 Efter en Lagmands død befalede myndighederne Lagtinget at finde en person, som færingerne selv ønskede, og kongsbonden Joen Paulsen Ør fra Oyri valgtes som ny lagmand.
1655 fratog Frederik 3. de norske lensmænd fra Bergenhus retten til det færøske len. Kongen udnævnte sin kammerskriver Christoffer Gabel til lensherre. Lagtinget og lagmanden Joen Paulsen Ør blev sat uden for indflydelse.
Gabelfamilien regerede enevældigt fra 1655 til 1709. Tiden huskes som en mørk periode i Færøernes historie. Gabelfamilien stod som symbol for monopolhandelens dårlige sider.
1690 fik Lagtinget et nyt tinghus i Gongin i Tórshavn. Byggeriet var af en så ringe kvalitet, at huset i 1719 faldt sammen. 1722 er det nye tinghus bygget færdigt.
1714 stadfæstede Lagtinget, at Tórshavns indbyggere har ret til at skære tørv.
1734 indskærpede Lagtinget, at man ikke må glemme at bringe "Grindabod" videre til afsides liggende øer og bygder, så de ikke mister deres rettigheder til fangsten.
1759 flyttede Lagtinget fra Gongín og fik igen hus på Tinganes. Monopolhandelens forvalter rettede en henvendelse til myndighederne i København om at få Lagtinget nedlagt, da han mente, at udgifterne var for store i forhold til nytteværdien. Hans forslag blev afvist.
1797 mistede Lagtinget afgørende betydning, da en kongelig forordning bestemte, at der i hvert af de otte præstegæld skulle udpeges to fredsmæglere, der skulle føre tilsyn med lokalstyret og mægle i stridigheder, inden sagerne kommer videre til Lagtinget.
1806 Suðuroy og Nordøerne lavede en underskriftsamling for at få indført et frit handelsliv, men da de øverste embedsmænd var imod, turde ingen i Lagtinget foretage sig mere.

### Dansk amt
1816 Efter at have eksisteret i over 900 år nedlægges Lagtinget på Frederik 6. ordre. Enhver færøsk indflydelse på landets styre fjernedes, og landet styredes nu som et dansk amt af 4 danske embedsmænd. Den dømmende funktion skulle varetages af sorenskriveren, som blev eneste dommer i alle retssager.
1844 og 1846 afslog Stænderforsamlingen i Roskilde et færøsk forslag om genoprettelse af Lagtinget.
1852 Frederik 7. underskrev den 26. marts loven om Lagtingets genoprettelse. Lagtinget skulle fungere som et amtsråd og fik kun rådgivende myndighed i færøske anliggender. Loven om Lagtingets genetablering trådte først i kraft i 1854, men det første Lagting samledes allerede i 1852 efter lagtingsvalget den 30. juni.
- Den 15. april trådte Lagtinget igen i funktion, og antallet af folkevalgte medlemmer øgedes fra 16 til 18. Amtmanden fungerede som lagtingsformand og øernes provst havde også sæde i tinget.
- Valgretten var begrænset. Kun mænd, som var fyldt 25 år og rådede over eget bo samt ejede eller fæstede mindst 3 gylden jord, havde valgret. Kun mænd, der havde ejendom til en værdi af mindst 200 rigsdaler, eller som betalte skat til stat eller kommune på mindst 2 rigsdaler årligt, havde stemmeret. Afstemningen ved lagtingsvalget skulle være personlig og mundtlig.
- Det nyvalgte Lagting fik lige fra starten saboteret sit arbejde af amtmand Carl Emil Dahlerup. Det eneste lyspunkt var, at Lagtinget fik ret til at bestemme over kirkens midler.

1855 Lagtinget stadfæster, at monopolhandelen afskaffedes fra 1. januar 1856.
1860 Striden med C.E. Dahlerup udviklede sig til, at 12 lagtingsmænd og provst Andreas Djurhuus forlod Lagtinget og rettede en klage til den danske regering, der 1861 forflyttede amtmanden til andet embede.
1866 Lagtinget får ret til selv udpege det færøske medlem af Landstinget.
1888 Ved et møde i Lagtingshuset vedtoges en resolution om, at det færøske sprog skal indføres i alle offentlige forhold.
1906 Alle mænd over 25, der ikke var umyndiggjorte, fik valgret til Lagtinge uanset indtægt og tjenesteforhold, og der indførtes hemmelig afstemning ved lagtingsvalgene. Antallet af folkevalgte tingmænd udvidedes fra 18 til 20. De nye valgregler blev første gang anvendt ved lagtingsvalget samme år.
1909 anmodede Lagtinget staten om tilskud til havnebyggeri. 15 år gik, før den første betonkaj kunne indvies.
Mod forventning fandt Jóannes Patursson i 1920 ingen forståelse hos statsminister Zahle for, at Lagtinget skulle være et lovgivende organ.
1916-18 De færøske kvinder fik valgret i 1916 og kunne første gange stemme til Lagtinget ved valget i 1918.
1922 Et enigt Lagting vedtager, at alt, hvad der angår Færøerne, skal forelægges tinget, inden det vedtages i den danske Rigsdag.
1923 Lagtinget får udvidet sine beføjelser på det trafikpolitiske område. En ny lov afskaffer amtmanden og provstens status som fødte medlemmer af Lagtinget.
1927 Lagtinget begynder at skrive sine mødereferater på færøsk.
1930 Midt under en højtideligheden ved Lagtingets åbning blev linen med Dannebrog skåret over, og amtmand Hjalmar Ringberg forlod stedet i protest.
1931 Lagtinget overtog den 17. oktober indtægterne fra kongsjord, skibsafgifter, importtold og indtægten fra afgifterne på sukker, kaffe og te.
1935 Lagtinget får lov til at opkræve indkomstskat, den såkaldte lagtingsskat, og får dermed mulighed for at påvirke den økonomiske udvikling.
1938 Lagtinget vedtager, at det færøske flag skal vaje ved siden af det danske.
1939 Lagtinget indfører særlige foranstaltninger blandt andet fødevarerationering da 2. Verdenskrig brød ud.

### Anden verdenskrig
1940 Lagtinget opfordrer 11. marts befolkningen til at udvise sparsommelighed med importerede varer og øge produktionen af grønsager og tørv. 13. april besætter briterne Færøerne, og amtmand Aage Hilbert overtager den danske stats beføjelser i samarbejde med Lagtinget. Alle love gælder som hidtil. Færøernes forfatningsmæssige stilling skal være uændret. Landsnævnet skal varetage styret af landet under krigen.
1941 Lagtinget vedtager, med amtmand C.A. Hilberts stemme, at færøsk anerkendes som Færøernes hovedsprog.
1943 Lagtinget vedtager, at færingerne får deres eget pas, at kun færøsk må bruges som rets-og lovsprog, og at kun det færøske flag skal vaje ved Tinghuset.
1945 Folkeflokken foreslår, at forhandlingerne om valutaproblemerne, (færøske tilgodehavender i England falder i værdi) udsættes til efter et forfatningsvalg. Det bliver afvist, og Folkeflokken forlader i protest mødet og viser sig ikke mere under denne samling, der slutter i september med en hyldest til Christian 10. og en anerkendelse af amtmand C.A. Hilbert for hans indsats under krigen. Nogle dage senere udsættes Lagtingshuset for et bombeattentat. Gerningsmanden findes ikke.
Folkeflokken mangler kun ét mandat efter lagtingsvalget den 6. november for at have flertal for at løsrive Færøerne fra Danmark.

### Forfatningskrise og selvstyre
1946 Efter indbydelse fra den danske regering rejser en lagtingsdelegation i januar til København for at forhandle om Færøernes fremtidige styreform. Lagtinget kan ikke blive enigt, og i samråd med den danske regering vedtages, at der afholdes en folkeafstemning den 14. september, der giver løsrivelsespartierne et flertal på 1 %. 18. september udråber lagmand
Thorstein Petersen Færøerne som en selvstændig nation. Oppositionen hævder, at beslutningen er grundlovsstridig og får støtte af den danske regering, som med alle Folketingets partier bag sig erklærer, at Danmark kun kan acceptere færøsk selvstændighed ved gensidig forhandling. 23. september opløser statsministeren Lagtinget, og der udskrives nyvalg. Ved lagtingsvalget får partierne, der stadig vil samarbejde med Danmark, et flertal på 4 mandater. Den nye lagmand Jacob Øregård udbringer et leve for kongen, for Færøerne og for Danmark. Dette er aldrig sket før i Lagtingets historie.
1947 Lagtinget vedtager, at der indføres vidtgående selvstyre under forudsætning af, at rigsenheden mellem Færøerne og Danmark bevares.
1948 Folketinget vedtager i marts med stort flertal Hjemmestyreloven, der fastslår, at Færøerne er en delvis selvstyrende del af det danske rige. Færøsk er landets hovedsprog, men dansk skal også læres. Det færøske flag anerkendes som landets flag, men privatpersoner skal fortsat have lov til at benytte det danske flag. Færø amt nedlægges. I stedet for oprettes en stilling som rigsombudsmand, og denne bliver Danmarks højeste repræsentant på Færøerne.
1950 Ved lagtingsvalget 8. november øges mandattallet fra 20 til 25 mandater.
1952 Lagtingets genoprettelse for 100 år siden fejres den 29 juni.
1953 5. juni træder den nye grundlov i kraft, der fastslår, at Færøerne er en delvis selvstyrende del af det danske rige og giver Færøerne ret til to medlemmer i det danske Folketing.
1956 Lagtinget overtager kongsjorden, der nu betegnes som lagtingsjord, der i modsætning til før nu må sælges. (kongsjorden kunne kun arves)
1959 Peter Mohr Dam bliver den første socialdemokratiske lagmand. 27. april vedtages en 12 sømilegrænse, og kun langlinefiskeri tillades inden for sømilegrænsen.
1964 Lagtinget vedtager en lov, der giver mulighed for store offentlige tilskud til fiskeflådens fornyelse.
1972 Efter lange forhandlinger, som Lagtinget har ført med EF, får Færøerne de næste 10 år eneret på deres eget fisketerritorium. Et enigt Lagting beslutter, at Færøerne ikke skal følge Danmark ind i EF, da man selv vil have lov til at bestemme over fiskeriet, der er landets hovedindkomst.
1975 Lagtinget vedtager en lov, der skal sikre ensartede fiskepriser og indskyder penge i en fond, når fiskepriserne er gode.
1979 Landssstyret overtager administrationen af en stor del af landets uddannelser.
1982 Landsstyret standser 1. juli fangsten af finhvaler til videnskabeligt brug.
1983 Lagtinget starter en helikopterrute til afsidesliggende bygder og øer.
1988 De attenårige får ved Lagtingsvalget den 18. november valgret.
1992 Lagtinget vedtager en ny lov, der tillader salg af spiritus i monopolbutikker.
1993 Landsstyret beder den danske regering om økonomisk hjælp.
1995 Den økonomiske krise mildnes, og den danske regering slækker den økonomiske kontrol.
1998 I juni kræver Landsstyret 1500 mio. kr. i erstatning for banksagen.
I december opnår Færøerne en aftale med EU, så de fleste eksportvarer får uhindret adgang til EU.
2005 Lagtinget har ikke ansvar for forsvars-, justits- og udenrigspolitik. Det et Kongeriget Danmarks anliggende, men i 2005 blev der i Fámjin undertegnet en bilateral aftale (Fámjinserklæringen), som udvider Lagtingets kompetence i færøske anliggender.
2006 I december vedtog Lagtinget efter stor debat i samfundet at ændre § 266b i Straffeloven. Hermed blev det strafbart at diskriminere en person på grund af seksuel orientering.

## Landsstyre
- 20. januar 2004 til 19. januar 2008: Fólkaflokkurin, Javnaðarflokkurin, Sambandsflokkurin. Lagmand: Jóannes Eidesgaard, Javnaðarflokkurin.

- 03. februar 2008 til 24. september 2008: Tjóðveldi, Javnaðarflokkurin, Miðflokkurin. Lagmand: Jóannes Eidesgaard, Javnaðarflokkurin.

- 26. september 2008 til 6. april 2011: Sambandsflokkurin, Fólkaflokkurin, Javnaðarflokkurin. Lagmand: Kaj Leo Johannesen, Sambandsflokkurin.

- 6. april 2011 til 24. november 2011: Sambandsflokkurin, Javnaðarflokkurin. Lagmand: Kaj Leo Johannesen, Sambandsflokkurin.

- Fra 24. november 2011 til 15. september 2015: Sambandsflokkurin, Fólkaflokkurin, Miðflokkurin, Sjálvstýrisflokkurin. Lagmand: Kaj Leo Johannesen, Sambandsflokkurin.[2]

- Fra 15. september 2015 til 16. september 2019: Javnaðarflokkurin, Tjóðveldi, Framsókn. Lagmand: Aksel V. Johannesen, Javnaðarflokkurin
- Fra 16. september 2019 til 22 december 2022: Fólkaflokkurin, Sambandsflokkurin og Miðflokkurin Lagmand: Bárður á Steig Nielsen, Sambandsflokkurin
- Fra 22. december 2022: Javnaðarflokkurin, Tjóðveldi, Framsókn. Lagmand: Aksel V. Johannesen, Javnaðarflokkurin